# Serie A Femenina Amateur de Ecuador 2022
El Campeonato Ecuatoriano de Fútbol Femenino 2022, llamado oficialmente Liga de Fútbol Amateur Femenina 2022 fue la 9.ª edición de la Serie A Femenina Amateur del fútbol ecuatoriano, a diferencia de esa temporada no hubo ascensos directos a la Súperliga Femenina, ya que debido a la pandemia de covid-19 en Ecuador, las ligas femeninas de fútbol se estaban reorganizando su estructura de ascenso al Ascenso Nacional Femenino Profesional dónde se sumarían a 10 equipos clasificados mediante los torneos provinciales 2021, para jugar un torneo de play-offs de 16 equipos para determinar los ascensos a la Súperliga Femenina 2023. El torneo fue organizado por la Comisión Nacional de Fútbol Aficionado, anexa a la Federación Ecuatoriana de Fútbol.

## Sistema de competición

### Primera etapa
Los 24 equipos participantes se dividieron en 6 grupos de 4 equipos cada uno, jugando bajo el sistema de todos contra todos en partidos de ida. Los 2 mejores ubicados de cada grupo y los 4 mejores terceros clasificaron a la segunda etapa.

### Segunda etapa
Los 16 equipos clasificados de la etapa anterior fueron emparejados en 8 llaves, jugando octavos, cuartos, semifinal y final bajo el sistema de eliminación directa en partidos de ida y vuelta, decidiendo de esta manera al campeón del torneo. 
- Las llaves de los cuartos de final se llevaron bajo sorteo.
- El campeón, subcampeón, los semifinalistas y los dos mejores cuarto-finalistas, es decir los 6 mejores del torneo, clasificaron a los play-offs del Ascenso Nacional Femenino Profesional de Ecuador 2021 con el objetivo de determinar a los dos clubes ascendidos a la Súperliga Femenina 2023.

## Equipos participantes

### Información de los equipos
| Equipo                         | Ciudad | Provincia                      |
| ------------------------------ | --- | ------------------------------ |
| Alianza                        | Guayaquil | Guayas                         |
| Antonio Valencia               | El Carmen | Manabí                         |
| Atlético Fluminense            | [[Archivo:\|class=notpageimage noviewer\|20x20px\|border\|Bandera de Babahoyo]] Babahoyo                     | Los Ríos                       |
| Atlético Patricia Pilar        | Patricia Pilar                                                                                               | Los Ríos                       |
| Atlético Durán                 | Durán | Guayas                         |
| Corinthians                    | El Empalme                                                                                                   | Guayas                         |
| Cumandá                        | [[Archivo:\|class=notpageimage noviewer\|20x20px\|border\|Bandera de Puyo]] Puyo                             | Pastaza                        |
| Delfín                         | [[Archivo:\|class=notpageimage noviewer\|20x20px\|border\|Bandera de Manta]] Manta                           | Manabí                         |
| Deportivo Santo Domingo        | [[Archivo:\|class=notpageimage noviewer\|20x20px\|border\|Bandera de Santo Domingo (Ecuador)]] Santo Domingo | Santo Domingo de los Tsáchilas |
| Dreamers                       | [[Archivo:\|class=notpageimage noviewer\|20x20px\|border\|Bandera de Santa Elena (Ecuador)]] Santa Elena     | Santa Elena                    |
| Espe                           | Machachi | Pichincha                      |
| ESPOL                          | Guayaquil | Guayas                         |
| Family Sport                   | Valencia | Los Ríos                       |
| Freire Sport                   | Simón Bolívar                                                                                                | Guayas                         |
| Fuerza Amarilla                | Machala | El Oro                         |
| Grecia                         | Chone | Manabí                         |
| J Tsáchila                     | [[Archivo:\|class=notpageimage noviewer\|20x20px\|border\|Bandera de Santo Domingo (Ecuador)]] Santo Domingo | Santo Domingo de los Tsáchilas |
| Las Palmas                     | [[Archivo:\|class=notpageimage noviewer\|20x20px\|border\|Bandera de Santo Domingo (Ecuador)]] Santo Domingo | Santo Domingo de los Tsáchilas |
| Mushuc Runa                    | Ambato | Tungurahua                     |
| Ñusta                          | Cuenca | Azuay                          |
| Olímpico de Marsella del Valle | Baeza | Napo                           |
| Pereira                        | Daule | Guayas                         |
| Siete de Febrero               | Puebloviejo                                                                                                  | Los Ríos                       |
| Unión Española                 | Guayaquil | Guayas                         |

### Equipos por ubicación geográfica
| Provincia                      | N.º | Equipos                                                                                    |
| ------------------------------ | --- | ------------------------------------------------------------------------------------------ |
| Guayas                         | 7   | - Alianza - Atlético Durán - Corinthians - Freire Sport - ESPOL - Pereira - Unión Española |
| Los Ríos                       | 4   | - Atlético Fluminense - Atlético Patricia Pilar - Family Sport - Siete de Febrero          |
| Santo Domingo de los Tsáchilas | 3   | - Deportivo Santo Domingo - J Tsáchila - Las Palmas                                        |
| Manabí                         | 3   | - Antonio Valencia - Delfín - Grecia                                                       |
| Azuay                          | 1   | - Ñusta                                                                                    |
| El Oro                         | 1   | - Fuerza Amarilla                                                                          |
| Napo                           | 1   | - Olímpico de Marsella del Valle                                                           |
| Pastaza                        | 1   | - Cumandá                                                                                  |
| Pichincha                      | 1   | - Espe                                                                                     |
| Tungurahua                     | 1   | - Mushuc Runa                                                                              |
| Santa Elena                    | 1   | - Dreamers                                                                                 |

| Corinthians Alianza Unión Española ESPOL Pereira Freire Sport Atlético Durán Family Sport Siete de Febrero Atlético Patricia Pilar Antonio Valencia Delfín Deportivo Santo Domingo J Tsáchila Las Palmas Olímpico Marsella del Valle Cumandá Ñusta Mushuc Runa Espe Dreamers Fuerza Amarilla |

## Segunda etapa

### Campeón
|                                         |
| Bonita Banana Sporting Club 1.er título |

## Clasificados
Los 6 mejores clubes de este torneo clasificaron al Ascenso Nacional Femenino 2022 para determinar a los dos ascendidos a la Súperliga Femenina 2023. 
| Vía.                | Clasificados al Ascenso Nacional Femenino 2022 |
| ------------------- | ---------------------------------------------- |
| Campeón             | Bonita Banana Sporting Club                    |
| Subcampeón          | Club Ñusta                                     |
| 1.° Semifinalista   | Deportivo Santo Domingo                        |
| 2.° Semifinalista   | Club Don Pancho (El Triunfo)                   |
| 1.° Cuartofinalista | Club Deportivo Academia Sport JC               |